# Аргумент от незнание
Аргумент от незнание (на латински: argumentum ad ignorantiam) или позоваване на незнанието е неформална логическа заблуда/софизъм, който поддържа, че една пропозиция e или истина, или лъжа, само заради това, че не е доказано или е недоказано обратното. Тази грешка е налице, когато изказващият дадено твърдение не поема тежестта на доказване на твърдението си, а я прехвърля върху твърдящите противното.
Обща форма на аргумента:
1. P никога не е била недоказана, следователно P е /трябва да е/ истина.
2. P никога не е била доказана, следователно P е /трябва да е/ лъжа.

Друг вид аргумент, този от лично неверие или аргумент от лично убеждение, се отнася до твърдение, което, поради това, че някои лично намира предпоставката за малко вероятна или за невероятна, то по неговата логика тази предпоставка не може да бъде вярна. Или обратно – че предпочитаната, но недоказана предпоставка е вярната.
И двата аргумента имат обикновена следната структура: човек счита липсата на доказателства за едно виждане като доказателство в правотата на друго виждане. Тези два вида софизъм не бива да се бъркат с метода на аргументиране reductio ad absurdum, в който обосновано логическа противоречие от типа „A и не-А“ се използва за опровергаване на предпоставка.

## Общ преглед
Общото при аргумента от лично неверие и аргумента от незнание е, че говорещият счита или твърди, че нещо е невярно, неправдоподобно или неразбираемо лично за него и се опитва да използва празнината в своите знания като „доказателство“ в полза на (собствено) алтернативно мнение по въпроса. Примерите са подобни твърдения често започват така: „трудно е да се разбере как ...“, „не мога да разбера как...“, „явно е, че...“ (ако „явно“ е употребено, за да се вмъкне някакво заключение, а не конкретно доказателство в подкрепа на дадено виждане).

### Аргументи от незнание
И двете основни форми на аргументи от незнание, и двете софизми, се свеждат до:
- Нещо в момента няма своето обяснение, или не е добре разбрано или обяснено, следователно не е (или не трябва да е) вярно.
- Понеже изглежда, че съществува липса на доказателство за една хипотеза, следователно друга избрана хипотеза може да се счита за доказана. Такъв аргумент се неутрализира с думите „Липсата на доказателство не е доказателство за липсата на доказателство“.

Примери:
- „Не можеш да докажеш, че Бог не съществува, следователно Бог съществува“
- „Не можеш да докажеш, че Бог съществува, следователно Бог не съществува“

При тази логическа грешка изказващият дадено твърдение не основава това твърдение на никакви доказателства. Съждението „Прав съм, защото никой не е доказал, че не е така“ е погрешно, защото нелегитимно прехвърля тежестта на доказване върху другите, които при това положение ще трябва да доказват отрицателен факт (напр. че Бог/розовите еднорози/феите не съществуват).
От това правило има изключения. Така напр. в науката нещо се счита за факт, ако множество систематични емпирични изследвания не успяват да докажат противното.

### Аргументи от лично неверие
Двете често срещани разновидности на този аргумент са:
- „Не мога да повярвам, че това е възможно, следователно не може да е истина“. (Някой твърди, че дадено твърдение трябва да е грешно, само защото той или тя не може или не иска (или твърди, че не може или не иска) да приеме, че може и да е истина, или не желае да приеме доказателство, което не подкрепя собственото му виждане).
- „Това не съвпада с мнението на хората, повечето хора са съгласни с това, което смятам аз“ (Някой твърди, че дадено твърдение е неточно, защото „мнението на хората“ съвпада с това на говорещия, без при това да се дава специално доказателство в подкрепа на алтернативно мнение). Това се нарича още „аргумент на тълпата“

Аргументът на лично неверие е същият като аргументът от незнание, само ако човекът, който го дава, изразява само собственото си неверие по отношение на невъзможността на един сценарий е „доказателство“ за верността на произволен алтернативен сценарий (т.е. липсва пряко доказателство в подкрепа на алтернативния сценарий).

## Примери
- „Слънцето трябва да е по-младо, а не на милиони години, защото дори ако беше направено от въглища и кислород, щеше вече да е изразходвало всичкото си гориво, за да генерира всичката тази топлина“

Аргумент от незнание от енциклопедия от 18 век. Основава се на предположението, че понеже не съществуват познати източници на топлина, по-ефикасни от въглищата, то това очевидно ограничава възможната възраст на Слънцето. В действителност, през 20 век, с откриването на радиоактивността и на термоядрения синтез, възрастта на Слънцето е била коригирана, но в посока милиарди години. „Незнанието“ в случая е свързано с допускането, че не съществува по-ефикасен източник на енергия от въглищата и кислорода.
- „Ако полярната мечка е доминиращият хищник в Арктика, то изглежда, че не е съществувала някаква нужда за нея да еволюира в посока бял цвят на козината“.

С това твърдение епископът на Бирмингам Хуг Монтефиоре хвърля съмнение върху неодарвинистичната визия за еволюцията в книгата си Вероятността за Бог. Във връзка с това твърдение, Ричард Докинз пише в книгата си „Слепият часовникар“ (The Blind Watchmaker), че ако изказващият го се е опитал да си представи черна мечка да дебне тюлен в Арктика, е щял да разбере еволюционната стойност на козина с такъв цвят. Освен това, козината на полярната мечка в действителност е прозрачна, понеже е съставена от малки кухи влакна, които са толкова бели, колкото са бели облаците. Незнанието на този факт позволява допускането, че козината не може да осъществява друга роля.